# Grosne
Ne doit pas être confondu avec Deux-Grosnes ou Grone.
Cet article concerne la commune. Pour les affluents de la Saône, voir Grosne (rivière), Petite Grosne.
Grosne [ɡʁon] est une commune française située dans le département du Territoire de Belfort, la région culturelle et historique de Franche-Comté et la région administrative Bourgogne-Franche-Comté. 
Elle fait partie du canton de Grandvillars. Au dernier recensement de 2022, le village comptait 322 habitants alors qu'il en regroupait 309 en 1803. Il est situé à 15 km de Belfort, à l'écart des routes principales et à 360 m d'altitude. Ses habitants sont appelés les Grosnois.

## Géographie

### Climat
Pour des articles plus généraux, voir Climat de la Bourgogne-Franche-Comté et Climat du Territoire de Belfort.
En 2010, le climat de la commune est de type climat de montagne, selon une étude du Centre national de la recherche scientifique s'appuyant sur une série de données couvrant la période 1971-2000. En 2020, Météo-France publie une typologie des climats de la France métropolitaine dans laquelle la commune est exposée à un climat semi-continental et est dans la région climatique  Vosges, caractérisée par une pluviométrie très élevée (1 500 à 2 000 mm/an) en toutes saisons et un hiver rude (moins de 1 °C). 
Pour la période 1971-2000, la température annuelle moyenne est de 9,6 °C, avec une amplitude thermique annuelle de 17,6 °C. Le cumul annuel moyen de précipitations est de 1 033 mm, avec 12,3 jours de précipitations en janvier et 10,2 jours en juillet. Pour la période 1991-2020, la température moyenne annuelle observée sur la station météorologique de Météo-France la plus proche, « Novillard_sapc », sur la commune de Novillard à 4 km à vol d'oiseau, est de 10,7 °C et le cumul annuel moyen de précipitations est de 909,2 mm. 
La température maximale relevée sur cette station est de 38 °C, atteinte le 4 août 2022 ; la température minimale est de −18,1 °C, atteinte le 20 décembre 2009,,. 
Les paramètres climatiques de la commune ont été estimés pour le milieu du siècle (2041-2070) selon différents scénarios d'émission de gaz à effet de serre à partir des nouvelles projections climatiques de référence DRIAS-2020. Ils sont consultables sur un site dédié publié par Météo-France en novembre 2022.

## Urbanisme

### Typologie
Au 1er janvier 2024, Grosne est catégorisée commune rurale à habitat dispersé, selon la nouvelle grille communale de densité à sept niveaux définie par l'Insee en 2022.
Elle est située hors unité urbaine. Par ailleurs la commune fait partie de l'aire d'attraction de Belfort, dont elle est une commune de la couronne,. Cette aire, qui regroupe 91 communes, est catégorisée dans les aires de 50 000 à moins de 200 000 habitants,.

### Occupation des sols
L'occupation des sols de la commune, telle qu'elle ressort de la base de données européenne d’occupation biophysique des sols Corine Land Cover (CLC), est marquée par l'importance des territoires agricoles (72,7 % en 2018), en diminution par rapport à 1990 (74,2 %). La répartition détaillée en 2018 est la suivante : terres arables (58,5 %), forêts (19,4 %), zones agricoles hétérogènes (14,2 %), zones urbanisées (7,8 %). L'évolution de l'occupation des sols de la commune et de ses infrastructures peut être observée sur les différentes représentations cartographiques du territoire : la carte de Cassini (XVIIIe siècle), la carte d'état-major (1820-1866) et les cartes ou photos aériennes de l'IGN pour la période actuelle (1950 à aujourd'hui).

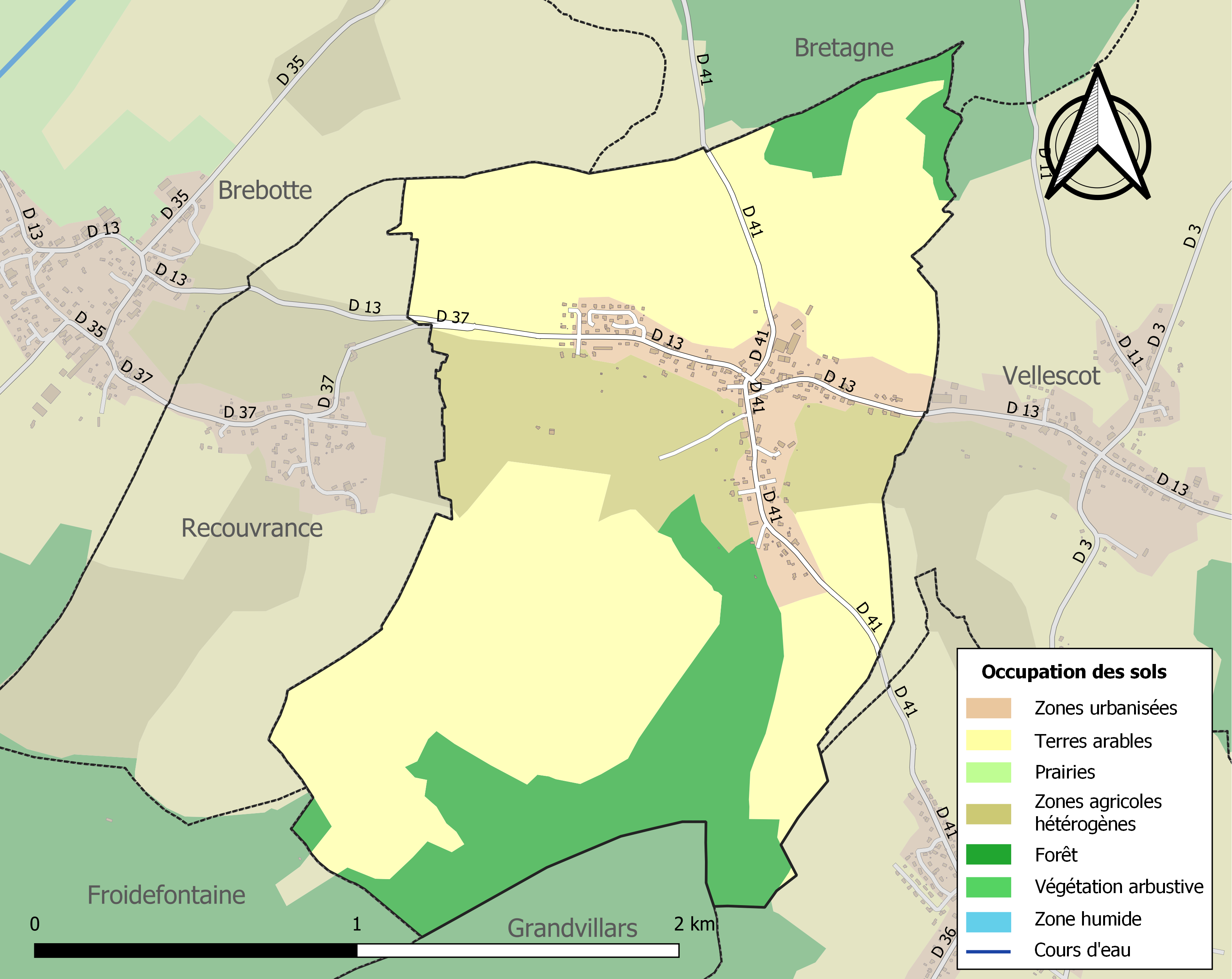
Carte des infrastructures et de l'occupation des sols de la commune en 2018 (CLC).

## Toponymie
- Grona (1105), Grune (1170), Grůna (1303), Gruone (1333), Welsch Gran (1576), Gronne et Groune (1655), Grůne (1394), Gronne (1793), Grosne (1801).
- En allemand : Welschen Gruene[13].

## Histoire
Le territoire de Grosne était traversé par une voie romaine d'importance secondaire qui reliait Vellescot et Recouvrance. En 1105, la mairie de Grosne et sa paroisse s'étendait sur les localités voisines de Boron, Vellescot, Recouvrance, Brebotte, Eschêne et le village disparu de Normanvillars. Petit-Croix n'était alors qu'une simple chapelle rattachée à Grosne. À cette date, Ermentrude, veuve de Thierry Ier, comte de Montbéliard-Ferrette, donne le fief de Grosne au prieuré de Froidefontaine. En 1125, le comté est partagé entre Frédéric Ier, comte de Ferrette et Thierry II, comte de Montbéliard. Froidefontaine et Grosne font alors partie du comté de Ferrette. En 1454, le fief passa dans les mains des seigneurs de Montjoie qui l'ont conservé jusqu'en 1630. Les revenus de l'église ont été perçus par le prieuré de Froidefontaine jusqu'en 1621, par les jésuites d'Ensisheim jusqu'en 1764 et enfin par le collège royal de Colmar jusqu'à la Révolution.

## Politique et administration
| Période                                  | Période   | Identité            | Étiquette | Qualité |
| ---------------------------------------- | --------- | ------------------- | --------- | ------- |
| Les données manquantes sont à compléter. |           |                     |           |         |
| mars 2001                                | mars 2008 | Jean-Marie Ernewein | UMP       |         |
| mars 2008                                | En cours  | Jean-Louis Hottlet  |           |         |

## Population et société

### Démographie
L'évolution du nombre d'habitants est connue à travers les recensements de la population effectués dans la commune depuis 1793. Pour les communes de moins de 10 000 habitants, une enquête de recensement portant sur toute la population est réalisée tous les cinq ans, les populations de référence des années intermédiaires étant quant à elles estimées par interpolation ou extrapolation. Pour la commune, le premier recensement exhaustif entrant dans le cadre du nouveau dispositif a été réalisé en 2006.

En 2022, la commune comptait 322 habitants, en évolution de −1,23 % par rapport à 2016 (Territoire de Belfort : −2,78 %, France hors Mayotte : +2,11 %).
| 1793 | 1800 | 1806 | 1821 | 1831 | 1836 | 1841 | 1846 | 1851 |
| ---- | ---- | ---- | ---- | ---- | ---- | ---- | ---- | ---- |
| 295  | 277  | 338  | 301  | 299  | 308  | 298  | 303  | 292  |

| 1856 | 1861 | 1866 | 1872 | 1876 | 1881 | 1886 | 1891 | 1896 |
| ---- | ---- | ---- | ---- | ---- | ---- | ---- | ---- | ---- |
| 226  | 231  | 230  | 228  | 239  | 224  | 224  | 200  | 175  |

| 1901 | 1906 | 1911 | 1921 | 1926 | 1931 | 1936 | 1946 | 1954 |
| ---- | ---- | ---- | ---- | ---- | ---- | ---- | ---- | ---- |
| 179  | 155  | 144  | 117  | 121  | 115  | 106  | 92   | 106  |

| 1962 | 1968 | 1975 | 1982 | 1990 | 1999 | 2006 | 2011 | 2016 |
| ---- | ---- | ---- | ---- | ---- | ---- | ---- | ---- | ---- |
| 107  | 91   | 81   | 187  | 239  | 242  | 292  | 329  | 326  |

| 2021 | 2022 | - | - | - | - | - | - | - |
| ---- | ---- | - | - | - | - | - | - | - |
| 327  | 322  | - | - | - | - | - | - | - |

### Héraldique
|  | Les armes de la commune se blasonnent ainsi : Parti : au 1er d'azur à l'épée basse d'or, au 2e de gueules à la clé renversée d'argent. |

## Lieux et monuments

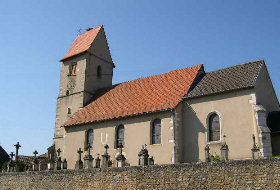
L'église de Grosne
et son clocher en bâtière.

- L'église de Grosne, qui a été construite en 1090 puis rénovée au XXe siècle, ce qui en fait l'église la plus ancienne du Territoire de Belfort.
- La croix du cimetière de Grosne, dans le cimetière attenant à l'église, du XVIIIe siècle, inscrite aux monuments historiques depuis 1989.
- Bâtiment ancien, abritant un souterrain dont l'origine est mal connue.

## Pour approfondir